# Hôtel de la Liste civile
L'Hôtel de la Liste civile (encore appelé pavillon de la Liste civile ou ancien Hôtel Walckiers) est un édifice de style néo-classique qui constitue l'annexe gauche du Palais royal de Bruxelles et fait pendant à l'Hôtel Bellevue.
Il abrite les services de la « Maison du roi », devenue la « Liste civile du roi » en 1876.

## Localisation
L'Hôtel de la Liste civile est situé à l'est du palais royal, au no 2 de la rue Ducale, à l'angle de la place des Palais.
Il fait face à deux autres importants édifices néoclassiques de Bruxelles, le Palais des Académies et les écuries royales de Bruxelles.

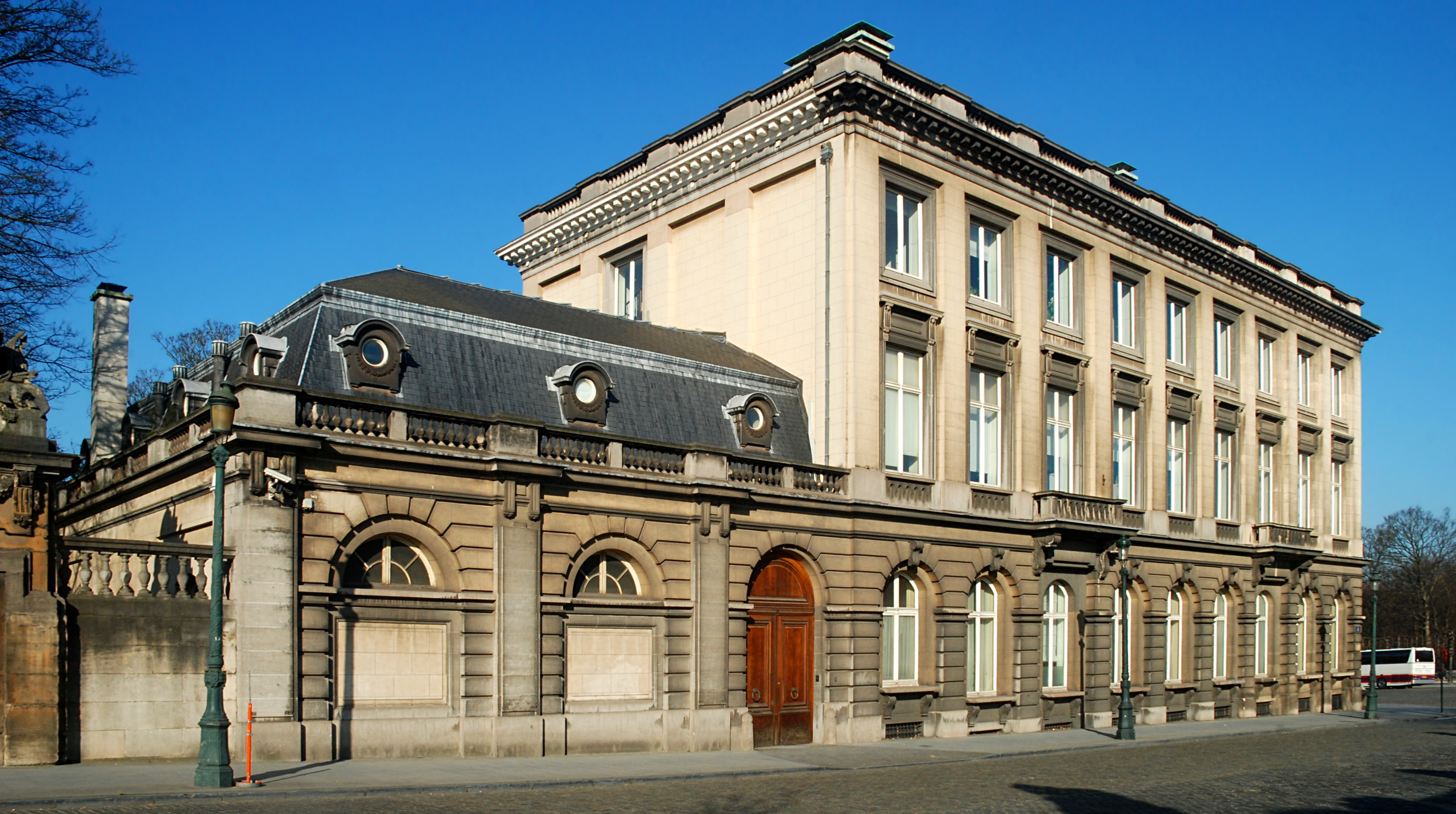
Vue d'ensemble sur l'Hôtel de la Liste civile et son annexe.

## Historique
L'édifice actuel est une reconstruction effectuée en 1920 par l'architecte Octave Flanneau sur le modèle de l'édifice construit à cet endroit entre 1783 et 1786 par Louis Montoyer sur des plans de Barnabé Guimard.
L'hôtel est initialement construit par Montoyer pour l'abbaye de Gembloux qui le loue au vicomte Édouard de Walckiers (d'où le nom d'ancien Hôtel Walckiers).
Il passe ensuite au prince d'Arenberg puis au marquis d'Assche qui le cède en 1852 à l'État belge qui y installe les services de la « Maison du roi », devenue la « Liste civile du roi » en 1876.

## Architecture

### Structure
L'édifice comporte un bâtiment principal, situé le long de la rue Ducale, et un pavillon d'entrée situé à côté du Palais royal, reliés entre eux par une galerie orné d'un portail.
Au sud, le bâtiment principal est prolongé par une petite annexe d'un niveau sous toiture à la Mansart.

### Maçonneries
L'Hôtel de la Liste civile présente des façades en pierre comme le palais royal et non une façade enduite et peinte en blanc comme son pendant, l'Hôtel Bellevue, et la plupart des immeubles néoclassiques dessinés par Guimard dans le quartier (Hôtel Errera, Hôtel de Ligne, Hôtel Empain, le « Lambermont »...).
Ces façades sont réalisées en pierre blanche et rehaussées d'éléments ornementaux en pierre bleue, sur un soubassement en pierre bleue.

### Bâtiment principal
Le bâtiment principal, de trois niveaux, présente un plan en L avec une façade de neuf travées le long de la rue Ducale et une façade de cinq travées le long de la place des Palais.
Le rez-de-chaussée est rythmé par une succession d'arcades cintrées à imposte et clé d'arc à perles et volutes, séparées par une maçonnerie à bossages plats et à lignes de refend. Autour de l'arc des arcades, les bossages adoptent un profil rayonnant, typique de l'architecture néoclassique. Dans chaque baie cintrée est inscrite une fenêtre à arc surbaissé possédant un appui de fenêtre supporté par deux corbeaux à motif de gouttes et rudentures.
Séparé du rez-de-chaussée par un entablement, le premier étage est percé de hautes fenêtres rectangulaires à meneau et traverse de bois. Ces fenêtres, à l'encadrement de pierre bleue mouluré, sont ornées à leur base d'une allège à balustrade et à leur sommet d'un petit entablement soutenu par des consoles rectangulaires. Deux des neuf fenêtres sont précédées d'un balcon soutenu par des consoles ornées de volutes et de feuilles d'acanthe.
Le deuxième étage est percé de fenêtres plus petites, presque carrées, dont l'ornementation se réduit à un encadrement de pierre bleue mouluré.
Chaque façade est sommée d'une corniche en forte saillie soutenue par des modillons rectangulaires, elle-même surmontée d'une balustrade en attique.
|  |  |  |

### Bâtiment annexe

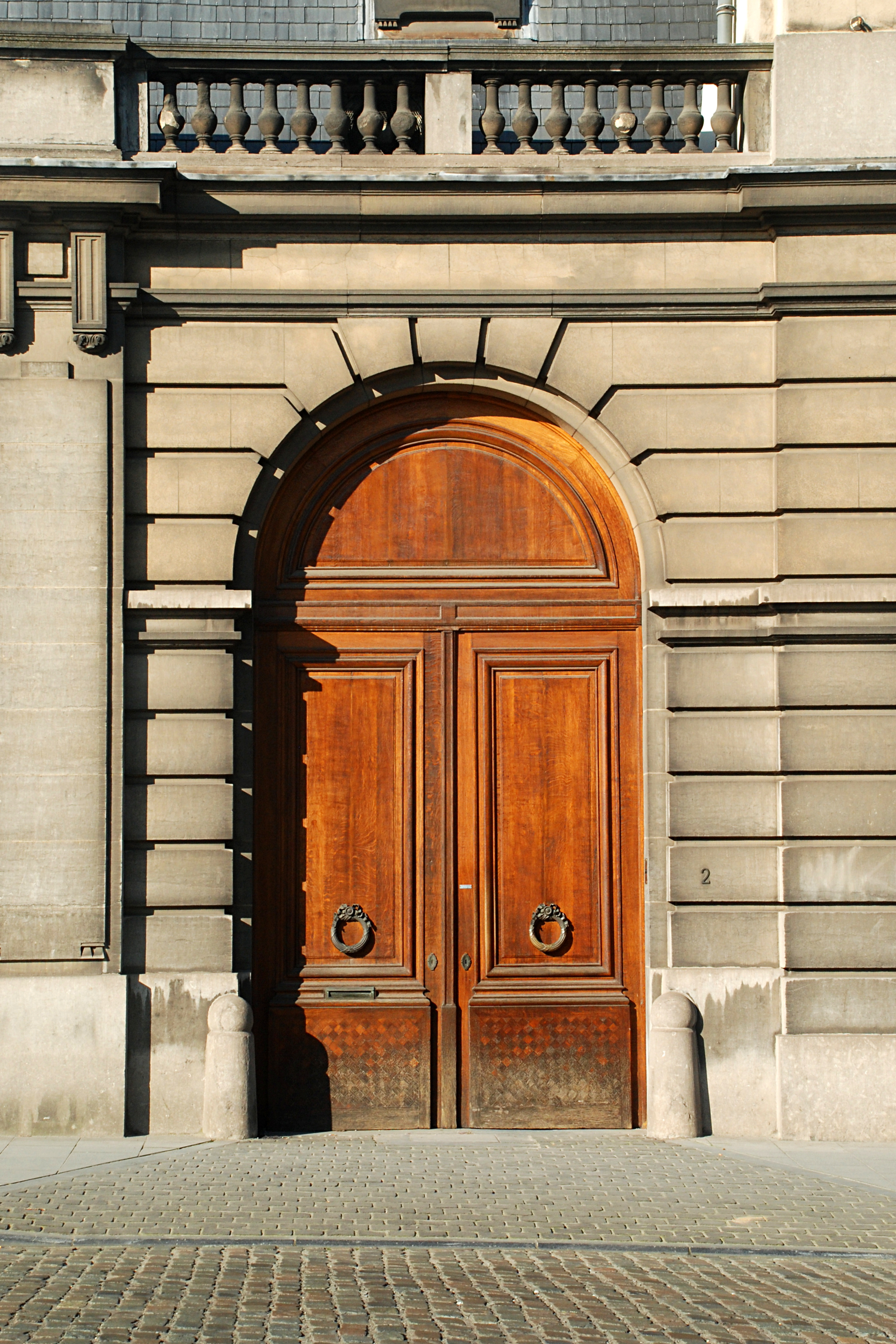
La porte d'entrée.

Au sud, le bâtiment principal est prolongé par une annexe d'un seul niveau qui abrite l'entrée actuelle de l'Hôtel de la Liste civile.
Ce petit pavillon présente une façade percée de trois arcades cintrées à imposte séparées, comme sur le bâtiment principal, par une maçonnerie à bossages plats et à lignes de refend.
À première vue similaire à celle du bâtiment principal, cette façade s'en distingue cependant par de nombreux détails. Ici, les arcades sont séparées par des pilastres, elles n'ont pas de clé d'arc et les fenêtres qu'elles abritent sont cintrées et non surbaissées. Chacun de ces pilastres porte un grand cartouche plat agrémenté à sa base de gouttes (petits pendentifs typiques de l'architecture néoclassique) et est surmonté de consoles rectangulaires portant un petit entablement.
La façade de l'annexe est surmontée d'une balustrade et d'une toiture à la Mansart percée de trois œils-de-bœuf ornés de gouttes.

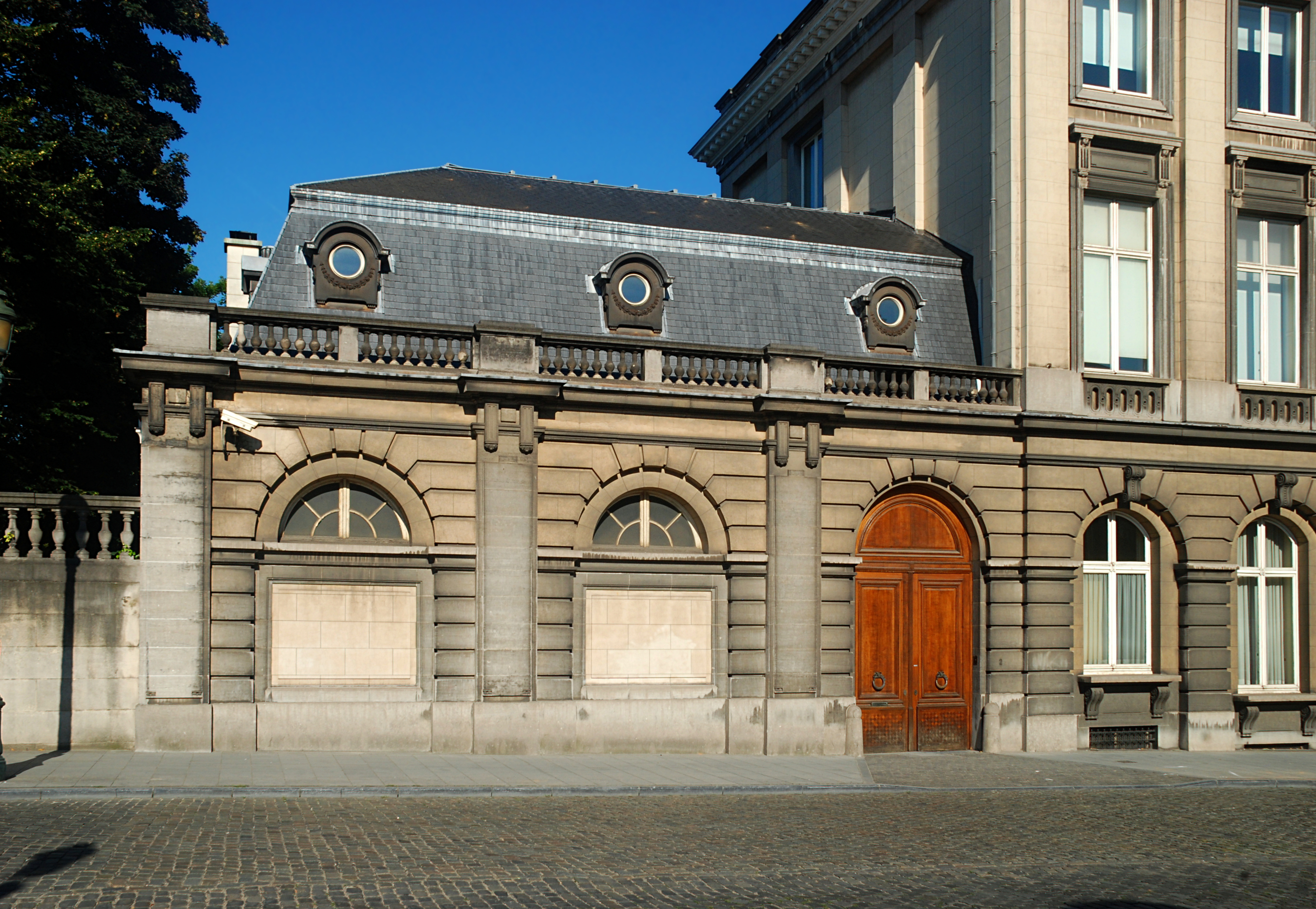
Bâtiment annexe.

### Mur de clôture

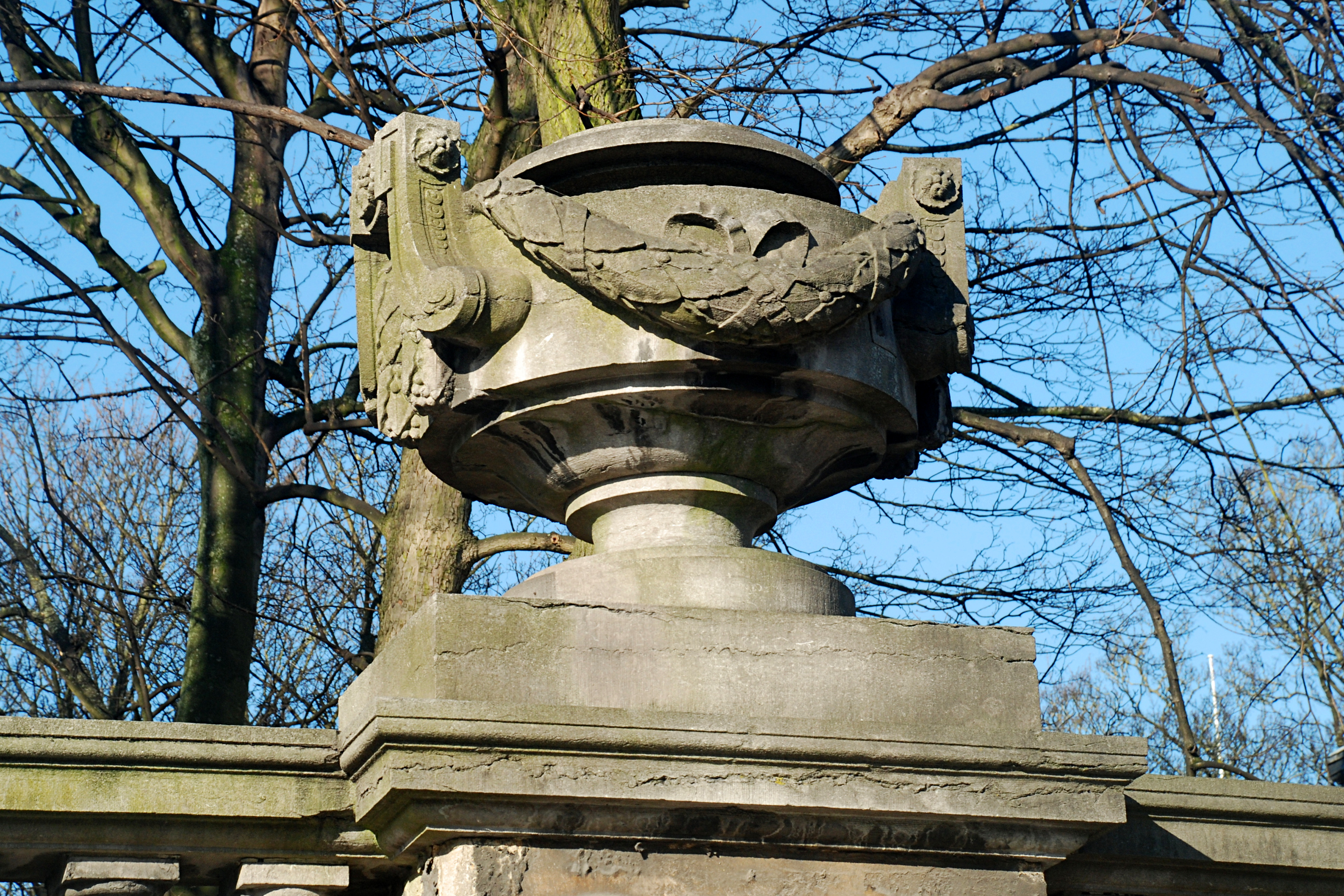
Vase de pierre orné de guirlandes de laurier.

L'édifice est prolongé au sud par un mur de clôture en pierre blanche rythmé par une alternance de balustrades, de piliers forts surmontés de statues et de piliers faibles surmontés de vases de pierre ornés de têtes de lion, de draperies et de guirlandes de laurier, semblables aux vases de pierre du mur d'enceinte des Écuries royales, de l'Hôtel de Grimbergen et de l'Hôtel Errera.
|  |  |  |

## Accessibilité
| ___ | Ce site est desservi par les stations de métro : Trône et Parc. |